# MAGIC!
A MAGIC! Juno-díjas kanadai reggae fusion zenekar Torontóból.

## Történet
A zenekar tagjai mind a torontói régióból származnak. Nasri Atweh korábban popelőadók számára írt és készített dalokat, főként Adam Messingerrel, akivel együtt a Messengers néven váltak ismertté. Nasri és Mark Pellizzer a stúdióban találkoztak, és hamar közösen írták meg Chris Brown számára a „Don't Judge Me” című dalt. Ezt követően Nasri javasolta egy zenekar alapítását, amely a modernkori The Police-hez hasonlít. Alex Tanas, aki korábban a Justin Nozuka zenekar tagja volt, csatlakozott a zenekarhoz, majd 2013-ban Ben Spivak is a csapathoz tartozott.

## Zenei stílus és hatások
A zenekar zenei stílusa a reggae és a pop elemeinek keveréke, amelyet erősen inspirált a The Police és Bob Marley and the Wailers munkássága. A zenekar jellegzetes reggae hatású pophangzásáról ismert.